# Majasaari (ö i Birkaland, Tammerfors, lat 61,84, long 23,82)
Majasaari är en ö i Finland. Den ligger i sjön Vankavesi och i kommunen Ylöjärvi i den ekonomiska regionen Tammerfors och landskapet Birkaland, i den södra delen av landet, 190 km norr om huvudstaden Helsingfors. Öns area är 9 hektar och dess största längd är 0,6 kilometer i nord-sydlig riktning.